# Helgeland
Helgeland je krajolik u sjevernoj Norveškoj. Područje ima 78.400 stanovnika i površinu od 17.936 km². 
U Helgeland se nalaze planine Strandflaten. Ljudi žive na obali ili u nizinskom gradovima kao što su Mo i Mosjøen.

## Vanjske poveznice
- helgeland.no / helgeland.com